# الحزب الليبرالي الدستوري

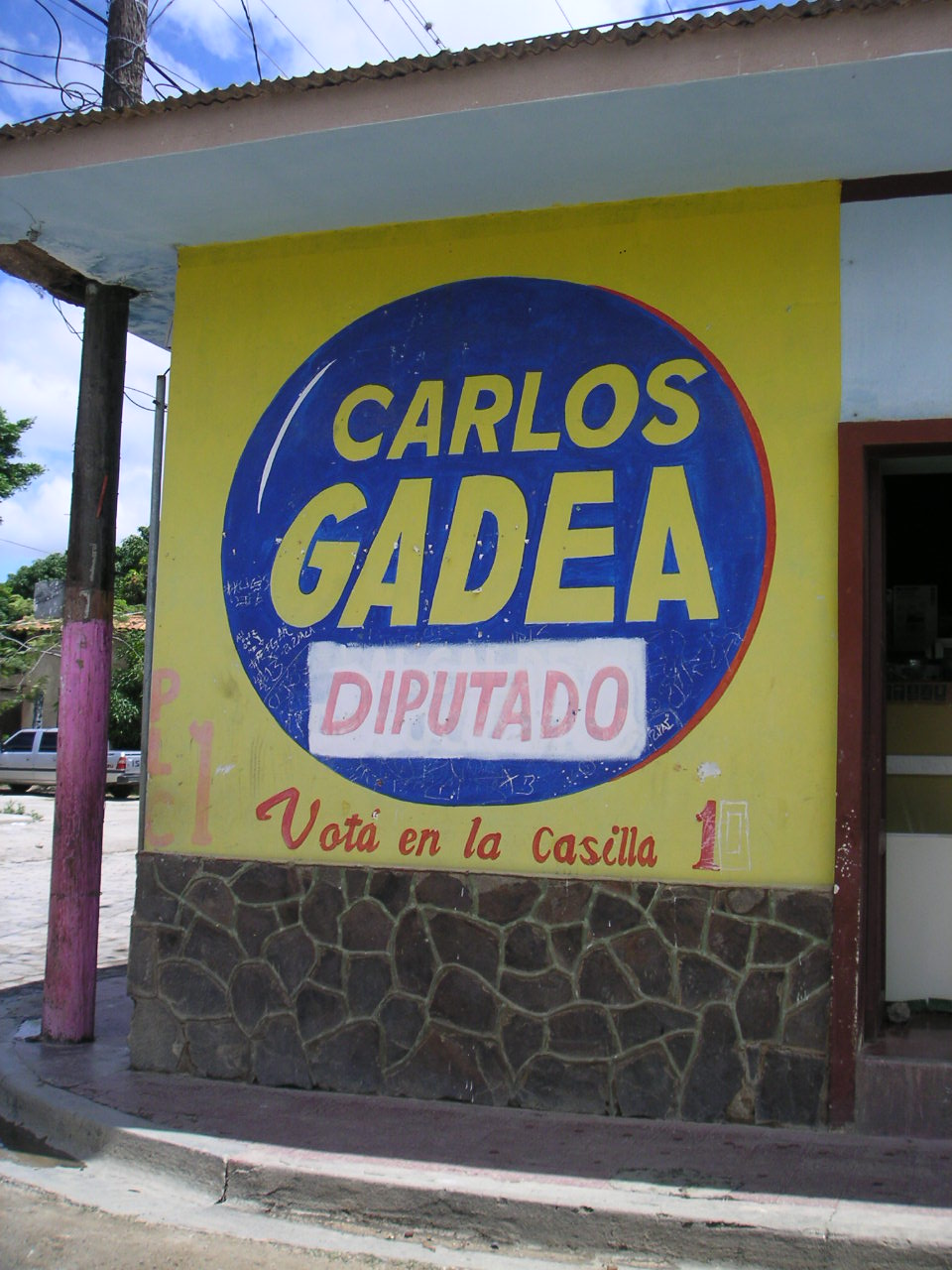

الحزب الليبرالى الدستوري (Partido Liberal Constitucionalista) هو حزب سياسي ليبرالي في نيكاراغوا. تأسس الحزب في عام 1968.
في الانتخابات الرئاسية لعام 2001 فاز مرشح الحزب، إنريكي بولانيوس بحصوله على 1144038 صوت (55%). في الانتخابات البرلمانية لعام 2001 حصل الحزب على 1216863 صوت.%, 48 مقعد).